# Azotat de cesiu
Azotatul de cesiu este o sare a cesiului cu acidul azotic cu formula chimică CsNO3. Este folosit în pirotehnică, ca și colorant și oxidant și pentru flăcările de iluminare. Emisiile cesiului sunt datorate, în primul rând, liniilor spectrale foarte puternice de 852,113 nm și 894,347 nm.
Ca și alți azotați alcalini, azotatul de cesiu se descompune ușor în azotit de cesiu:
{\displaystyle \mathrm {2\ CsNO_{3}\rightarrow 2\ CsNO_{2}+O_{2}} }
De asemenea, cesiul formează doi compuși neobișnuiți, a căror formulă este CsNO3·HNO3 și CsNO3·2HNO3 (punctele lor de topire sunt 100 °C și respectiv 36–38 °C). 

## Utilizări
Azotatul de cesiu este folosit pe scară largă în pirotehnia militară,  și în rachetele de semnalizare NIR . 
De asemenea, compusul este folosit la prepararea azotatului cuprat de cesiu. 

## Proprietăți

### Fizice
Azotatul de cupru are cristale incolore higroscopice ce cristalizează în sistemul de cristalizare hexagonal. La 154° C, cristalele sale iau formă cubică, în care parametrii de celulă sunt: 0,4499 nm (170 ° C).
Sub formă de soluții apoase, există monohidratul (CsNO3·H2) și dihidratul (CsNO3·2H2)
Azotatul topit, oxidat din cauza cesiului, are un impact negativ asupra platinei, cuarțului și a altor metale.

### Chimice
- Când este încălzit peste punctul de topire, azotatul de cesiu se descompune:

{\displaystyle \mathrm {CsNO_{3}\ {\xrightarrow {490^{o}C}}\ 2\ CsNO_{2}+O_{2}\uparrow } }
{\displaystyle \mathrm {4\ CsNO_{3}\ {\xrightarrow {700^{o}C}}\ 2\ Cs_{2}O+2\ N_{2}\uparrow +5\ O_{2}\uparrow } }
- Atunci când de amestecă o soluție concentrată de azotat de cesiu și de acid azotic, se formează un compus neobișnuit (n poate fi 1 sau 2):

{\displaystyle \mathrm {2\ CsNO_{3}+{\mathit {n}}HNO_{3}\ {\xrightarrow {\ }}\ CsNO_{3}\cdot {\mathit {n}}HNO_{3}\downarrow } }
- Azotatul de cesiu poate fi redus cu hidrogen:

{\displaystyle \mathrm {CsNO_{3}+2\ H\ {\xrightarrow {Zn,HCl,20^{o}C}}\ CsNO_{2}+H_{2}O} }
{\displaystyle \mathrm {CsNO_{3}+8\ H\ {\xrightarrow {Zn,NaOH,100^{o}C}}\ CsOH+NH_{3}\uparrow +H_{2}O} }

## Preparare
Azotatul de cesiu se obține prin acțiunea acidului azotic asupra cesiului metalic, a unui oxid al acestuia, a hidroxidului său sa a carbonatului:
{\displaystyle \mathrm {21\ Cs+26\ HNO_{3}\ {\xrightarrow {\ }}\ 21\ CsNO_{3}+\ NO\uparrow +\ N_{2}O\uparrow +\ N_{2}\uparrow +\ 13\ H_{2}O} }
{\displaystyle \mathrm {Cs_{2}O+2\ HNO_{3}\ {\xrightarrow {\ }}\ 2\ CsNO_{3}+H_{2}O} }
{\displaystyle \mathrm {CsOH\ +\ HNO_{3}\longrightarrow \ CsNO_{3}\ +\ H_{2}O} }
{\displaystyle \mathrm {Cs_{2}CO_{3}\ +\ 2\ HNO_{3}\longrightarrow \ 2\ CsNO_{3}\ +\ H_{2}O\ +\ CO_{2}} }